# Gornja Vrba
Gornja Vrba – wieś w Chorwacji, w żupanii brodzko-posawskiej, w gminie Gornja Vrba. W 2011 roku liczyła 1913 mieszkańców.